# Бра д'Ас
Бра д'Ас (фр. Bras-d'Asse) насеље је и општина у Француској у региону Прованса-Алпи-Азурна обала, у департману Горњопровансалски Алпи која припада префектури Дињ ле Бен.
По подацима из 2011. године у општини је живело 546 становника, а густина насељености је износила 20,92 становника/km². Општина се простире на површини од 26,1 km². Налази се на средњој надморској висини од 475 метара (максималној 812 m, а минималној 455 m).

## Демографија
| 1962. | 1968. | 1975. | 1982. | 1990. | 1999. | 2011. |
| ----- | ----- | ----- | ----- | ----- | ----- | ----- |
| 324   | 352   | 331   | 318   | 378   | 395   | 546   |

График промене броја становника у току последњих година